# Марта Аура
Марта Аура Паласіос (ісп. Marta Aura Palacios; 4 вересня 1939, Мехіко — 8 липня 2022, там само) — мексиканська акторка театру, кіно та телебачення.

## Життєпис
Народилася 4 вересня 1939 року у Мехіко в родині Олімпіо Аури Пінеди та Емі Паласіос Ордоріка. Її сестра Марія Елена Аура — письменниця, брат Алехандро Аура (1944—2008) — поет та актор. Її племінниця Марія Аура (дочка брата) також стала акторкою.
Кар'єру розпочала 1959 року на сцені Театру La Capilla. У 1963—1967 роках навчалася у Національній школі театрального мистецтва (ENAT) при Національній академії витончених мистецтв та літератури (Inbal). 1967 року дебютувала в кіно, пізніше співпрацювала з такими режисерами, як Артуро Ріпштейн, Альфонсо Куарон, Агустін Діас Янес та іншими. 1978 року почала зніматися на телебаченні, зігравши у теленовелі «Супроводжуючи мене» виробництва компанії Televisa. Її повна фільмографія налічує понад 100 теле- та кіноролей.
У шлюбі з актором Аданом Гевара народила двох дітей. Шлюб тривав 15 років і завершився розлученням. Другий чоловік — актор Рубен Рохо, брат актора Густаво Рохо і дядько акторки Ани Патрисії Рохо. 13 липня 1984 року народила сина Рубена Рохо Аура, який став актором та режисером. Шлюб тривав до смерті чоловіка 1993 року.
У березні 2022 року на 37-му Міжнародному кінофестивалі у Гвадалахарі удостоєна премії Мескаль найкращій акторці за роль сліпнучої акторки Альми у драматичному фільмі «Мужність» Рубена Рохо Аури.
Марта Аура померла 8 липня 2022 року у Мехіко в 82-річномі віці.

## Вибрана фільмографія
| Рік       |   | Українська назва                             | Оригінальна назва                               | Роль                                         |
| --------- | - | -------------------------------------------- | ----------------------------------------------- | -------------------------------------------- |
| 1972      | ф | Диявол впав від слави                        | Cayó de la gloria el diablo                     | Зоїла Маргарита Акоста, сопрано              |
| 1973      | ф | Цуценята                                     | Los cachorros                                   | медсестра                                    |
| 1978      | ф | Місце без обмежень                           | El lugar sin límites                            | Емма                                         |
| 1978      | с | Супроводжуючи мене                           | Acompáñame                                      | Ангустіас                                    |
| 1978      | с | Тиха година                                  | La gora del silencio                            | Матильда                                     |
| 1982      | ф | Дім Бернарди Альби                           | La casa de Bernarda Alba                        | Амелія                                       |
| 1984      | с | Кохаю тебе                                   | Te amo                                          | Мерседес                                     |
| 1985      | ф | Мотиви Лус                                   | Los motivos de Luz                              | ліценціат Марісела Альферес                  |
| 1987      | с | П'ятнадцятилітня, або Підлітки               | Quinceañera                                     | Гертрудіс                                    |
| 1988      | с | Любов у тиші                                 | Amor en silencio                                | Селія                                        |
| 1988      | с | Солодкий виклик                              | Dulce desafío                                   | Маріса Міранда                               |
| 1989      | с | Тереза                                       | Teresa                                          | Бальбіна                                     |
| 1990      | с | Попіл і діаманти                             | Cenizas y diamantes                             | Ампаро дель Боске                            |
| 1990      | с | Відмічений час                               | La hora marcada                                 | жінка у білому (в епізоді «Ангели і демони») |
| 1990—1997 | с | Жінка, випадки з реального життя             | Mujer, casos de la vida real                    | різні персонажки                             |
| 1991      | ф | Червоний світанок                            | Rojo amanecer                                   | сусідка                                      |
| 1992      | ф | Вогняний ангел                               | Ángel de fuego                                  | Марта                                        |
| 1994      | ф | Кохані привиди                               | Amoroses fantasmas                              | -                                            |
| 1994      | ф | Королева ночі                                | La reina de la noche                            | Бальморі                                     |
| 1995      | ф | Ніхто не розповість про нас, коли ми помремо | Nadie hablará de nosotras cuando hayamos muerto | Марія Луїса                                  |
| 1996      | с | Тінь іншого                                  | La sombra del otro                              | Хульєта Таверньє                             |
| 1997      | с | Добрі люди                                   | Gente bien                                      | Маргара                                      |
| 1997      | с | Велике пекло у маленькому містечку           | Pueblo chico, infierno grande                   | Мерседес                                     |
| 1998      | с | Дітвора                                      | Chiquitas                                       | Ернестіна                                    |
| 1998      | ф | Перша ніч                                    | La primera noche                                | мати Товстуна                                |
| 1998      | ф | Євангеліє див                                | El evangelio de las maravillas                  | -                                            |
| 1998—1999 | с | Привілей кохати                              | El privilegio de amar                           | Хосефіна Перес (Чепа)                        |
| 1999      | с | Світло на шляху                              | Una luz en el camino                            | Хлоя                                         |
| 2001      | ф | І твою маму теж                              | Y tu mamá también                               | Енрікета Альєнде                             |
| 2001      | ф | Написане на тілі ночі                        | Escrito en el cuerpo de la noche                | Гавіота                                      |
| 2001—2002 | с | Жінка з характером                           | Golpe bajo                                      | Лупіта                                       |
| 2002—2003 | с | Сумнів                                       | La duda                                         | Асусена                                      |
| 2006      | с | Марина                                       | Marina                                          | Лупе Товар                                   |
| 2007      | ф | Погані звички                                | Bad Habits                                      | Чело                                         |
| 2008      | ф | Відроди в мені життя                         | Arráncame la vida                               | Хосефіна                                     |
| 2008—2009 | с | Таємниці душі                                | Secretos del alma                               | Рехіна Сервантес                             |
| 2009      | ф | Кам'яна книга                                | El libro de piedra                              | Соледад                                      |
| 2009      | ф | Туман                                        | Vaho                                            | Хосефіна                                     |
| 2010      | ф | Бал Святого Хуана                            | El baile de San Juan                            | Хеновева                                     |
| 2010      | с | Вовчиця                                      | La loba                                         | Тереза                                       |
| 2010—2011 | с | Між коханням і бажанням                      | Entre el amor y el deseo                        | Ельвіра Мартінес                             |
| 2011      | ф | Причини серця                                | Las razones del corazón                         | мати Емілії                                  |
| 2012      | ф | Строк придатності                            | Fecha de caducidad                              | Мілагрос                                     |
| 2012      | с | Дружина Юди                                  | La mujer de Judas                               | Каталіна Рохас де Кастельянос                |
| 2014      | ф | Чотири Місяця                                | Cuatro lunas                                    | Петра                                        |
| 2018      | ф | Кузен                                        | La prima                                        | тітка Вірхінія                               |
| 2021      | ф | Відверті дні                                 | Los días francos                                | Наталія Міранда                              |
| 2022      | ф | Мужність                                     | Coraje                                          | Альма                                        |

## Нагороди та номінації
Арієль
- 1995 — Номінація на найкращу акторку в епізоді (Кохані привиди).
- 1986 — Номінація на найкращу акторку другого плану (Мотиви Лус).

Срібна богиня (Diosas de Plata)
- 1995 — Номінація на найкращу акторку в епізоді (Кохані привиди).
- 1986 — Номінація на найкращу акторку другого плану (Мотиви Лус).
- 2002 — Найкраща акторка (Написане на тілі ночі).

Премія Мексиканської асоціації театральних критиків (ACPT)
- 1967 — Найкраща акторка (Морж / ісп. La morsa).
- 1969 — Найкраща жіноча роль — відкриття (Ледащо / ісп. La fiaca).
- 1974 — Найкраща акторка (Мотиви вовка / ісп. Los motivos del lobo).
- 1976 — Найкраща акторка (Антігона).
- 1987 — Найкраща акторка (Екзамен для чоловіків / ісп. El exanen de maridos).
- 1989 — Найкраща акторка (Пелікан / ісп. El pelícano).
- 1990 — Найкраща акторка (Затемнення / ісп. El eclipse).
- 1992 — Найкраща акторка у монолозі (Батько / ісп. El padre).
- 1993 — Найкраща акторка у монолозі (Зломлена жінка / ісп. La mujer rota).
- 1994 — Найкраща акторка (Ріта, Хулія / ісп. Rita, Julia).
- 1997 — Найкраща акторка (Знаки зодіаку / ісп. Los signos del zodíaco).
- 2000 — Найкраща акторка (Медея).